# Winzenhofen
Winzenhofen is een plaats in de Duitse gemeente Schöntal, deelstaat Baden-Württemberg, en telt 350 inwoners (2006).